# KD-67 Ideal

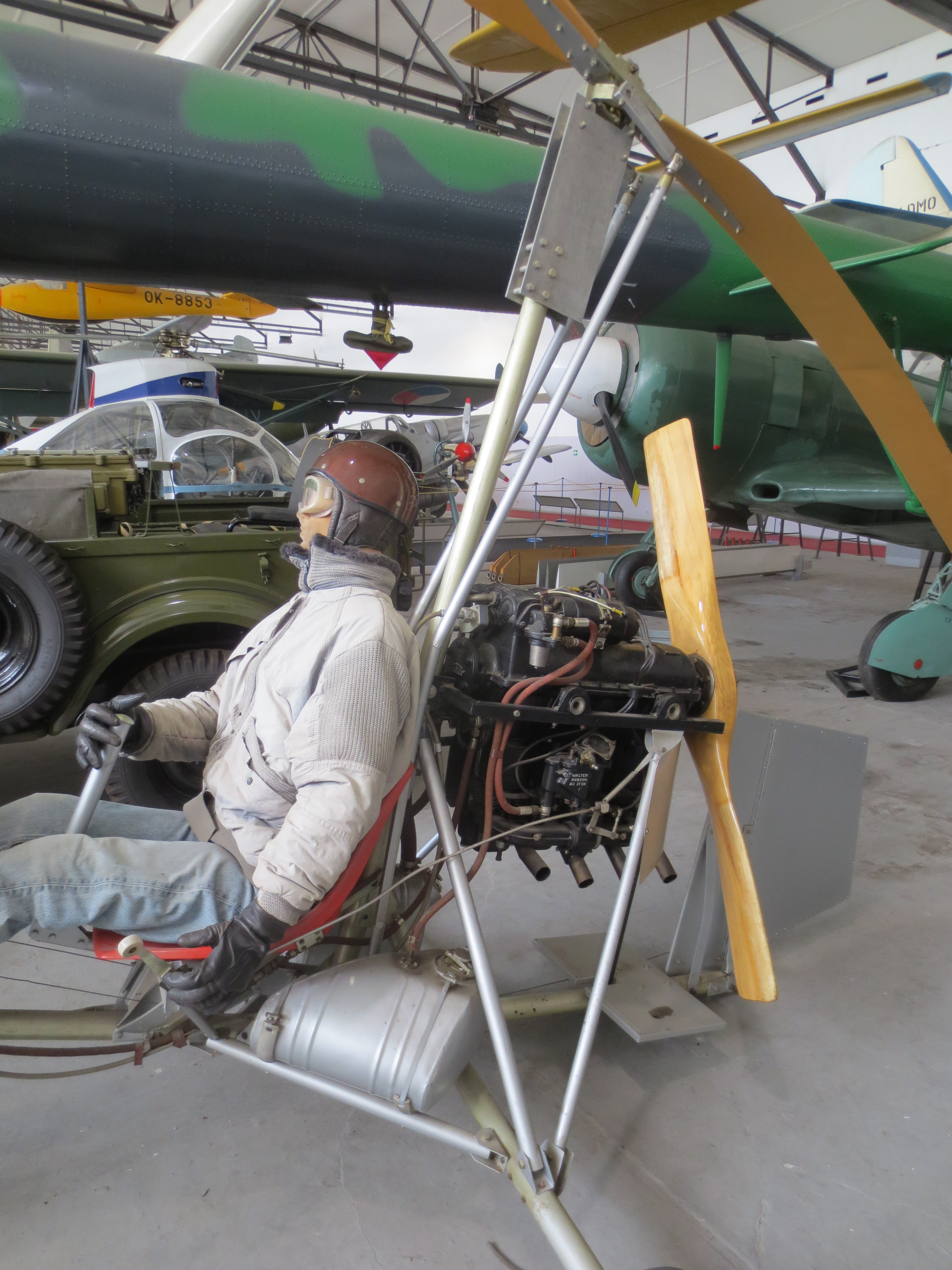
Vírník KD-67 Ideal s motorem Walter Mikron II

KD-67 Ideal byl jednosedadlový bezmotorový vírník  zkonstruovaný v roce 1967 konstruktéry n.p. Moravan Otrokovice ing. Josefem Kunovským a ing. Miroslavem Drdlou. V roce 1977 jej ing. Vojtěch Vala, bývalý tajemník vírníkového odboru Aeroklubu ČSR, osadil starším motorem Walter Mikron II o výkonu 60 k (44 kW), který pocházel z roku 1935. Koncem října 1977 se pokusil ilegálně, avšak neúspěšně, s tímto strojem odlétnout do zahraničí.

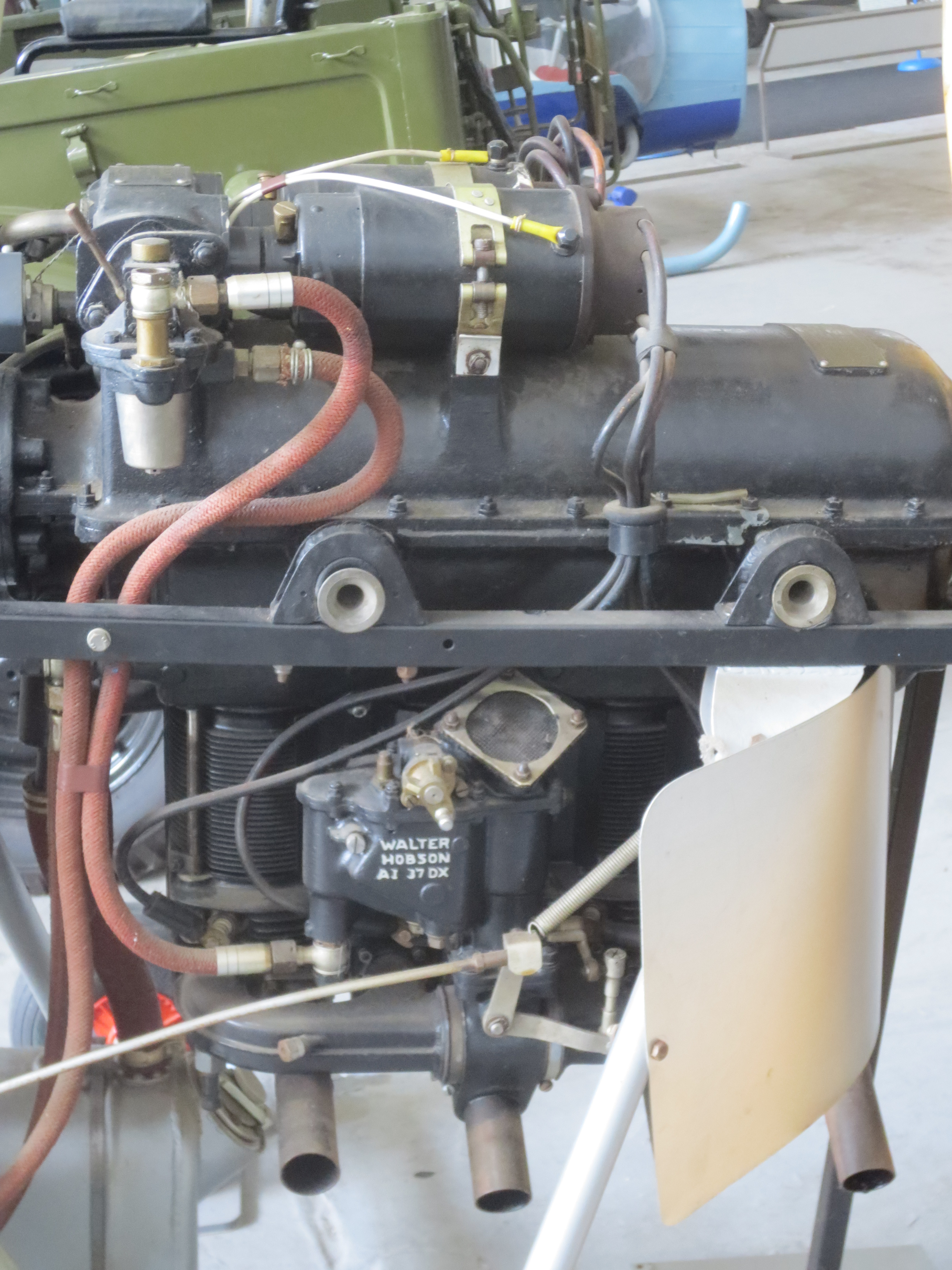
Motor Walter Mikron II na vírníku KD-70 Ideal

## Vznik a vývoj
V lednu 1968 ing. Kunovský a ing. Drdla, členové prvního československého Rotor-klubu při Československé vědeckotechnické společnosti z Brna, bezmotorový vírník  předvedli veřejnosti a ČTK. Po startu za osobním autem vírník se udržel ve vzduchu samootáčením rotoru. Už ve zprávě ČTK se uvádělo, že vírník by mohl být vybaven motorem s vrtulí, který by mu umožnil létání cestovní rychlostí až 120 km/hod při spotřebě paliva 10-13 l za hodinu.
Poté výrobní družstvo v Kroměříži vyrobilo desetikusovou sérii těchto bezmotorových strojů. V roce 1969 se v Kunovicích uskutečnil první kurz pro piloty vírníků, ale všech deset strojů KD-67 Ideál se podařilo pilotům nešetrným zacházením porouchat, takže účastníci kurzu neměli s čím kurz dokončit. Jeden z těchto strojů získal do vlastnictví ing. Vojtěch Vala. S pomocí svých přátel osadil vírník invertním motorem Walter Mikron II s tlačnou vrtulí vlastní konstrukce, přestavěl jej na motorizovanou verzi a po několika úpravách s ním začal v roce 1977 úspěšně létat v Unhošti za Prahou.

## Operační nasazení
Ing. V. Vala se pokusil s tímto strojem odlétnout „ilegálně“ do zahraničí. Po pečlivé úvaze si vybral ke startu část rozestavěné dálnice D1 u Bratislavy, nedaleko Moravského Svätého Jána. Vírník přepravil automobilem v noci z 26. na 27. října 1977 a s pomocí svého bratrance jej ráno sestavili. Protože byla silná přízemní mlha, oddaloval start až do 10:30 hod. Poté vírník úspěšně nahodil a z dálnice odstartoval směrem na Rakousko. Po necelých pěti minutách letu sice přeletěl hranici do Rakouska, ale v husté mlze ztratil směr a přistál opět na československém území u Moravského Svätého Jána (na území Slovenska). Byl zadržen místními občany, kteří přivolali hlídku Pohraniční stráže. 
Po svém zatčení byl od října až do konce roku 1977 vyslýchán orgány VB a poté obviněn z pokusu o útěk do zahraničí a z vyzrazení státního tajemství. V roce 1978 byl odsouzen ke třinácti letům vězení a propadnutí majetku, tedy i vírníku. Ing. V. Vala po propuštění z výkonu trestu (ještě před rokem 1989) emigroval do USA.

## Uživatelé
- Československo

## Dochované stroje
Vírník KD-67 Ideal byl potom rozhodnutím Vyššího vojenského soudu v Příbrami převeden Federální kriminální ústředně pro sbírky Muzea Sboru národní bezpečnosti a vojsk Ministerstva vnitra. Ve sbírkách Policejního muzea České republiky poté vydržel až do roku 2000, kdy jej pracovníci Leteckého muzea VHÚ renovovali a vystavili v expozici muzea ve Kbelích.

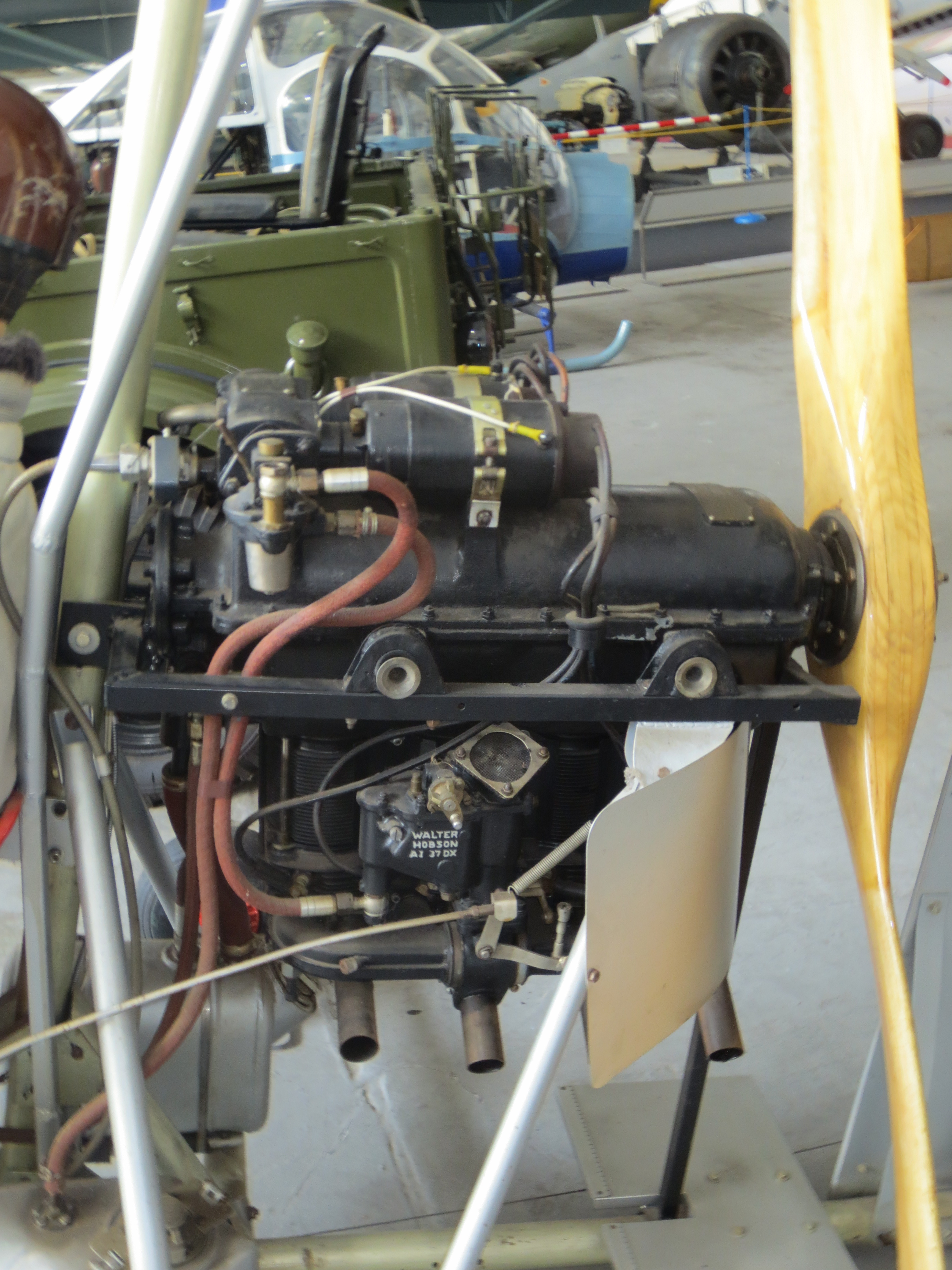
Uložení motoru Walter Mikron II k rámu vírníku

## Specifikace
Údaje pro verzi s motorem Walter Mikron II dle

### Technické údaje
- Posádka: 1
- Rotor: dvoulistý o průměru 6,1  m
- Prázdná hmotnost: 64 kg
- Max. vzletová hmotnost: 285 kg
- Pohonná jednotka: vzduchem chlazený invertní motor Walter Mikron II s tlačnou vrtulí
- Výkon pohonné jednotky: 60  k (44  kW)

### Výkony
- Cestovní rychlost: 95 km/h
- Startovní rychlost: 46  km/hod
- Délka startu: 90 - 120  m
- Délka přistání: 7 - 10  m